# Modřice
Modřice (niem. Mödritz) – miasto w południowych Czechach, w kraju południowomorawskim, w powiecie Brno, w gminie z rozszerzonymi uprawnieniami Šlapanice, nad rzeką Svratką. Historycznie należą do Moraw, a geograficznie leżą na Obniżeniu Dyjsko-Svrateckim. Od północy graniczą z Brnem (przez co czasami bywają mylnie uznawane za jego dzielnicę), od północnego zachodu z Moravanami, od zachodu z Želešicami, a od południa z Popovicami. 
Według danych z 2011 r. Modřice liczą 4651 mieszkańców. Obserwuje się tendencję wzrostową, co ma związek z dotykającym Brno zjawiskiem suburbanizacji. W latach 2006–2011 liczba ludności zwiększyła się o 12,5% (z 4132). Miasto ma powierzchnię 10,05 km².
Pierwsze wzmianki o miejscowości pochodzą z 1131 r. Prawa miejskie Modřice posiadają od 1 lipca 1994 r. Do zabytków zaliczają się: pierwotnie romański, obecnie barokowy kościół św. Gotarda z przełomu XII i XIII w. (przebudowany w XVIII w.), barokowa kaplica św. Wacława z 1726 r. oraz barokowy pomnik św. Floriana z 1738 r. W centrum miasta znajduje się pomnik wyzwolicieli Modřic w 1945 r.
Przez miasto przebiega autostrada D52 (E461) z Brna do Mikulova, autostrada D2 (E65) z Brna do granicy państwa w Brzecławiu, droga wojewódzka nr 152 z Modřic do Nowej Bystrzycy, a także linia kolejowa z Brna do Brzecławia, ze stacją kolejową Modřice. Modřice łączy z Brnem linia tramwajowa nr 2 oraz kilkanaście podmiejskich linii autobusowych.
W południowo-zachodniej części Modřic, przy granicy z Želešicami i Popovicami, znajduje się park technologiczny, w którym znajduje się kilka dużych zakładów przemysłowych. W północno-wschodniej części miasta, przy autostradzie, położone jest największe w regionie i drugie co do wielkości w całych Czechach centrum handlowo-rozrywkowe Olympia, otwarte w 1999 r. Miasto posiada także tor kartingowy Maranello Modřice o długości 330 m, szerokości 5 – 7 m i ośmioma zakrętami. Najważniejszym wydarzeniem kulturalnym są coroczne Svatováclavské hody.
Miasto jest siedzibą dekanatu Modřice, jednego z dwudziestu dekanatów rzymskokatolickiej diecezji brneńskiej.
Z Modřic pochodzą: fizyk i astronom Johann Georg Mayer (1719–1783), pediatra Franz Weithofer (1877–1941) oraz entomolog Leander Czerny, zajmujący się głównie muchówkami (1859–1944). W Modřicach zmarł biskup Litomyśla i Ołomuńca oraz kanclerz Karola IV, Jan ze Środy (1310–1380).